# 125-я сессия МОК

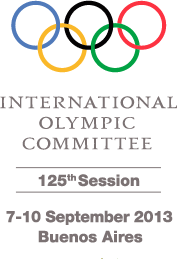
Официальный баннер

125-я сессия МОК прошла в гостинице «Hilton Buenos Aires» в Буэнос-Айресе, столице Аргентины с 7 по 10 сентября 2013 года. В ходе сессии Международный олимпийский комитет избрал Токио столицей летних Олимпийских игр 2020 года. МОК также избрал нового президента МОК.

## Выборы новых членов МОК
10 сентября на сессии были избраны девять членов МОК:
- Бернард Райзман
- Пол Тергат
- Камиэл Эурлингс
- Александр Жуков
- Октавиан Морариу
- Ларри Пробст
- Мики Ложуангко-Яуорски
- Стефан Хольм
- Дагмауит Гирмай Бэрнахе